# Tour TBR
La tour TBR était un gratte-ciel bruxellois situé dans le quartier Nord sur la commune de Bruxelles-ville au boulevard du Roi Albert II.
Cette tour de bureaux achevée en 1976 et due à l'architecte Henri Guchez, avait une hauteur de 84 mètres et 22 étages.
Elle a accueilli pendant de nombreuses années dans ses bureaux la société de télécommunications Belgacom et portait le nom de Belgacom Brussels District Tower.
La tour a été démolie en 2017, une nouvelle tour est prévue. L'Ellipse building, construit en 2006, lui fait face.

## Galerie de photos

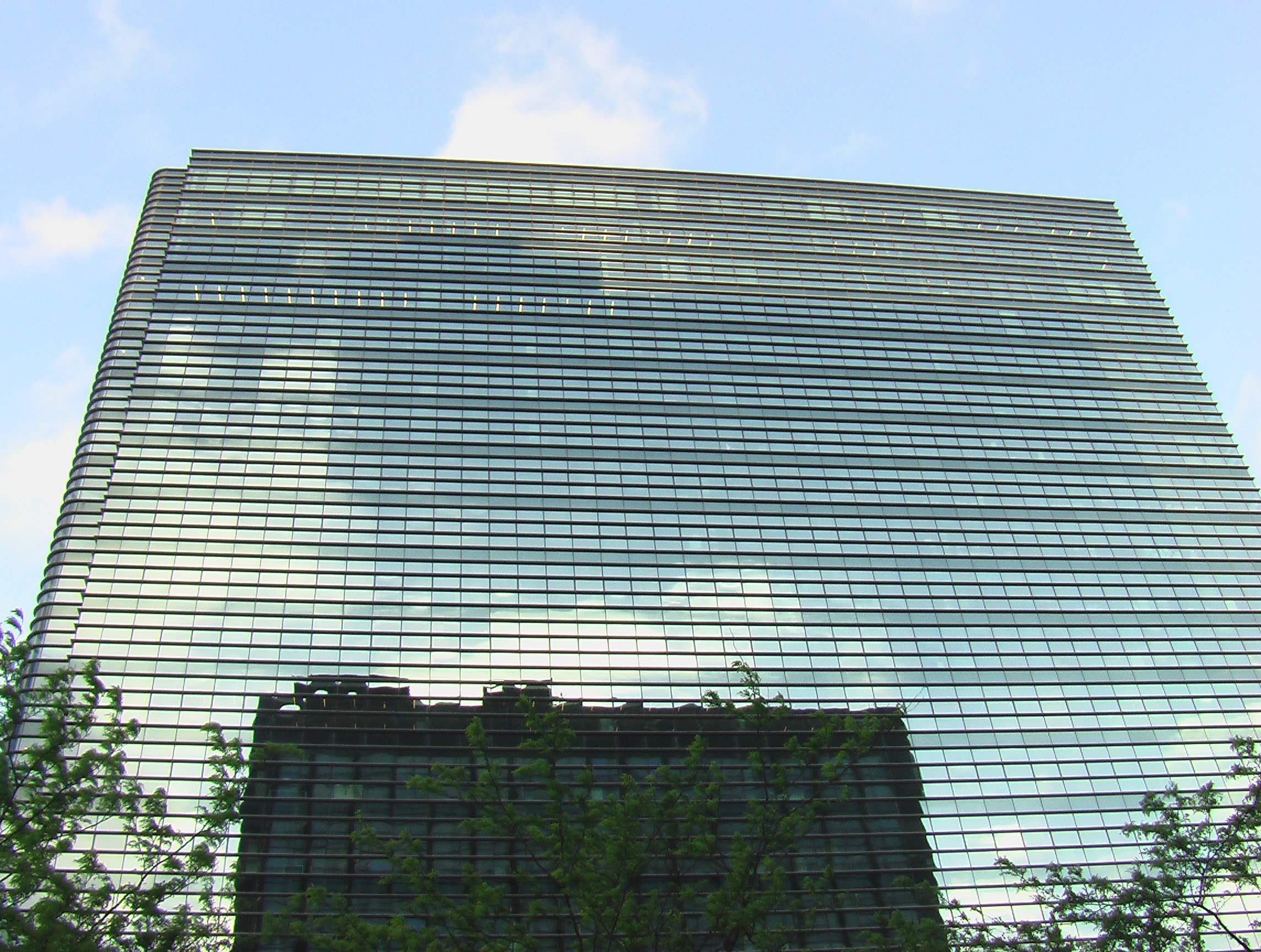
la tour Ellipse et le reflet de la tour TBR en 2009
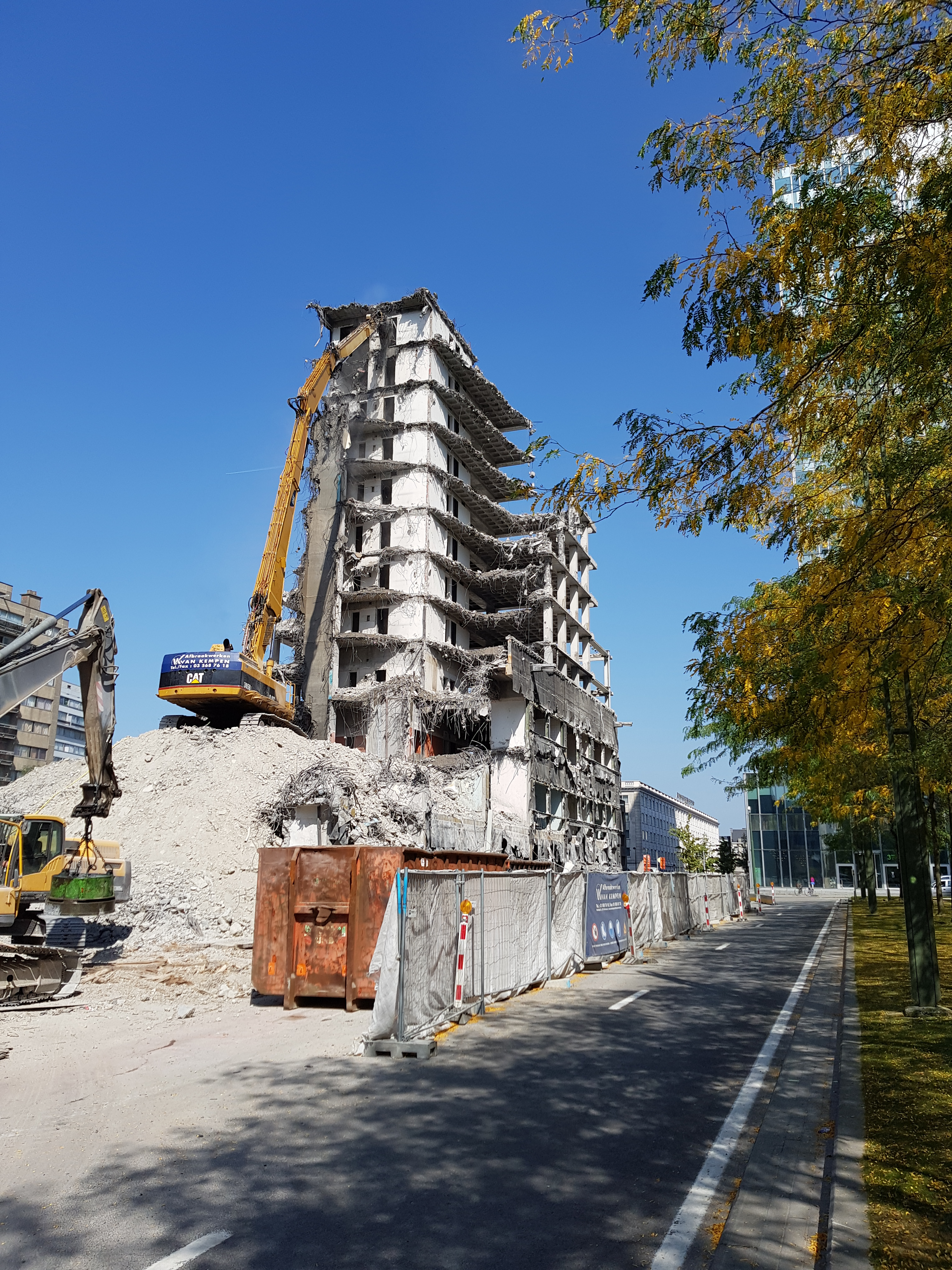
la tour TBR en 2017